# Valvasorji
Valvasorji, tudi Valvazorji, Vavassorji, Valvissorji ipd., so bili kranjska plemiška rodbina italijanskega izvora, ki se je na slovenskem pojavila sredi 16. stoletja, čas izumrtja pa ni popolnoma znan; prevladujoče mnenje je, da je rodbina izumrla konec 18. stoletja, medtem ko so v uradnem šematizmu za Kranjsko in Goriško nazadnje navedeni v seznamu kranjskega posvetnega plemstva leta 1808. Najpomembnejši predstavnik rodbine je Janez Vajkard Valvasor.

## Ime
Beseda "vavassor" v srednjeveški latinščini, "valvassore" ali "varvassore" v italijanščini in "vavasseur" v francoščini je najvrjetneje izpeljana iz latinskega izraza vassus vassorum ali vassalus vassorum in pomeni v širšem smislu nosilce fevdov v visokem srednjem veku, v ožjem smislu pa nižje vazale, nižje plemiče, odvisne od višjega gospoda. Označba je imela množico oblik; iz nje se je razvilo rodbinsko ime, ki je v različicah še živo v raznih krajih Italije in Francije. O nekaterih italijanskih in francoskih nosilcih tega priimka omenja Janez Vajkard v Slavi Vojvodine Kranjske, npr. rimskega generala avguštincev in svojega sodobnika Hieronima Valvasorja in njegovega brata Dominika Valvasorja.
Priimek je v pokrajini bergamo še danes močno razširjen. V času narodnega prebujanja se je v slovenski literaturi tako Janeza Vajkarda kot za druge kranjske Valvasorje uveljavila poslovenjena oblika "Valvazor".

## Izvor in ustalitev na Kranjskem
Rodbina Valvasor je izvirala iz pokrajine Bergamo v severni Italiji. Janez Vajkard Valvazor poreklo potrjuje v Slavi Vojvodine Kranjske:
Začenjam samo od časa, ko pride naš rod prvič iz Italije z Bergamaškega na Kranjsko...— J. V. Valvasor, Slava Vojvodine Kranjske

### Vzpon Janeza Krstnika Valvasorja
Prvi Valvasor na Kranjskem je bil Janez Krstnik Valvasor, ki je tja iz kraja Telgata pri mestu Bergamo prišel nekoliko pred sredino 16. stoletja. Sodil je med tiste italijanske priseljence, ki so kot fužinarji, stavbeniki - predvsem pri gradnji protiturških struktur, zdravniki, lekarnarji, trgovci, finančniki in ljudje drugih poklicev dali z znanjem, podjetnostjo in organizacijsko sposobnostjo gospodarstvu notranjeavstrijskih dežel zaželeni in potrebni polet, pri tem pa so si tudi sami znali ustvariti veliko premoženje. Nekateri med njimi so postali ne le lastniki meščanskih hiš in zemljišč, temveč tudi zakupniki in posestniki gospostev in gradov ter so nenazadnje dosegli celo plemstvo in deželanstvo.
Janez Krstnik je ljubljanski meščan postal 11. marca 1547. Trgovina z majoliko, železom in drugo robo mu je tako cvetela, da je po nekaj uspelih denarnih poslih segel še višje in že leta 1554 postal zakupnik deželnoknežjega gospostva Laško na spodnjem Štajerskem, tedaj enega največjih gospostev na slovenskem. Ko je nadvojvodu Karlu II. leta 1564 posodil 7000 goldinarjev in leta 1566 še 5000 goldinarjev, mu je vladar laško gospostvo zastavil z vsemi dohodki za vrsto let. Kot zastavni imetnik je na račun svojega posojila užival vse dohodke od gospostva in sodišča, medtem ko je deželni glavar obdržal le lastninsko pravico. Med leti 1560 in 1570 si je Janez Krstnik pridobil še nekaj gradov, gospostev in drugih posesti na spodnjem Štajerskem in Kranjskem, med njimi Konjice, katere si je sicer lastil le nekaj let, Šrajbarski turn pri Krškem, ki je bil njegovo najljubše prebivališče ter Medijo pri Zagorju, ki je postala kasneje rodbinski grad prednikov Janeza Vajkarda Valvasorja. Okoli leta 1570 je prevzel tudi izredno donosno deželno službo vrhovnega proviantnega mojstra oz. preskrbovalca živil za slavonski, hrvaški in obmorski del Vojne krajine. Leta 1571 so ga s posredovanjem notranjeavstrijske vlade kranjski deželni stanovi sprejeli med deželane. S tem mu je bilo priznano plemstvo in se je lahko udeleževal sej deželnega zbora, konec istega leta pa je bil celo član deželnega odbora.

### Zakonski zvezi in smrt
Janez Krstnik je bil poročen z Emerencijano, hčerjo ljubljanskega župana Vida Khisla, graščaka s Fužin pri Ljubljani, ki je pripadal krogu kranjskih protestantov, ki je neposredno sodeloval s slovenskimi reformatorji in kateremu je bil zaradi osebnih, družinskih in poslovnih zvez blizu tudi Janez Krstnik Valvasor. Emerencijana Valvasor je umrla 19. januarja 1572, devet let pred svojim možem. Za čas po letu 1572 o kakšni novi zakonski zvezi niJaneza Krstnika ni neposrednih podatkov, vendar je zanimiva opomba v oporoki, da želi biti pokopan ob strani prve žene Emerencijane. Z drugo ženo, ki je prihajala iz stare kranjske rodbine Vernek se Janez Krstnik ni skladal, zaradi česar sta živela ločeno. Janez Krstnik Valvasor se v tistem času omenja tudi v zvezi z dogodki v hrvaško-slovenskem kmečkem uporu leta 1573, ki je zajel tudi njegovo gospostvo Šrajbarski turn pri Krškem. Na slednjem je 2. novembra 1581 umrl kot ugleden in vpliven podjetnik, zemljiški gospod in član deželnih stanov. Potomcev ni imel. Kljub močni povezanosti s kranjskimi protestanti je v oporoki, ki jo je spisal 2. avgusta 1581, izrazil željo, da naj ga pokopljejo po katoliškem obredu. Njegov nagrobnik v špitalski cerkvi, katerega so po določilu oporoke postavili dediči, se glasi:
Tu leži pokopan plemeniti in pošteni gospod Janez Krstnik Vavasor s Šrajbarskega turna, zastavni imetnik gospostva Laško, ki je umrl dne 2. novembra leta 1581, in njegova žena Emerencijana rojena Khislova, ki je umrla dne 19. januarja 72. leta. Dušama obeh naj bo Bog milostljiv in usmiljen. Amen.

### Oporoka
Oporoka Janeza Krstnika Valvasorja je temeljni vir, ki pojasnuje domovinstvo, izvor, zakonske in sorodstvene zveze, našteva posesti ter drugo premoženje prvega kranjskega Valvasorja. Razne zneske so prejeli poleg svojcev pokojne sestre Elizabete še drugi sorodniki. Manjši znesek je pripadel tudi soimenjakom v rojstnem Telgatu s pripombo, da je v Italiji sicer mnogo Valvasorjev, vendar da ni nihče takega sorodstva, da bi imel pravico dedovati ali kaj zahtevati od dedičev. Svojim "ubogim podložnikom" je v Laškem, na Šrajbarskem turnu in v Mediji odpustil vse dolgove v žitu, obrestih in davkih, tistim, ki pa mu niso bili ničesar dolžni, je spregledal polovico davščin v letu po svoji smrti.
Glavni dediči Janeza Krstnika so bili nečaki, sinovi njegove sestre Katarine, poročene s Francem Mosconom, katerega sta z Valvasorjem družila ista narodnost in poklic. Od petih bratov Moscon je najstarejši, Janez Aleksander, ker je bil brez moških naslednikov, prejel le 10.000 forintov v gotovini od nepremičnin pa vrt in travnike pri Ptuju, Inocenca Moscona pa je Janez Krstnik izključil iz dedovanja, ker mu je bil že od mladosti dobrotnik in vzgojitelj. Tako so bili glavni dediči bratje Peter, Mihael in Mark Anton, ki so po stricu so podedovali Šrajbarski turn, Laško, posest Sperkenturn, še nekaj drugih nepremičnin, razne dragocenosti in mnogo gotovine. Za nadaljnje Valvasorje najpomembnejši, enajsti odločbi oporoke je botrovala želja Janeza Krstnika, da bi se tudi po njegovi smrti na Kranjskem ohranilo ime Valvasor. Iz tega razloga je gospostvo in grad Medijo z vsem, kar je spadalo zraven, zapustil Hieronimu Valvasorju in njegovim dedičem. Za slednjega oporoka izrecno navaja, da je zgolj njegov soimenjak in ne sorodnik ter da je Janezu Krstniku pridno služil in v telesnih slabostih zvesto stregel.
Hieronimu, ki je moral biti ob sklenitvi oporoke precej mlajši od svojega dobrotnika, umrl je namreč 31 let za njim, je iz navedenih razlogov postavil pogoj, da se poroči in da ostane na Kranjskem. Ko pa bi se dogodilo, da bi imel moške potomce, mu morajo bratje Peter, Mihael in Mark Anton Moscon izplačati 10.000 forintov v gotovini. Janez Vajkard zapuščnino omenja tudi v Slavi Vojvodine Kranjske:
Svojemu bratrancu Hieronimu Valvasorju, od katerega mi izhajamo, 10000, reci deset tisoč, goldinarjev skupaj z gradom in utrdbo Medijo in še več drugih imenj.— J. V. Valvasor, Slava Vojvodine Kranjske
Zatem ponovno potrdi:
Od imenovanega Hieronima Valvasorja mi, sedaj na Kranjskem živeči, izhajamo...— J. V. Valvasor, Slava Vojvodine Kranjske
Z upoštevanjem navedbe, da je bil Janez Krstnik Hieronimov bratranec, nastane v družinskem drevesu vrzel ene generacije. To nejasnost rešuje enajsta točka oporoke Janeza Krstnika; po vsej verjetnosti je Janez Krstnik mladega Hieronima v službo pritegnil šele na stara leta. Tako kot Hieronim so prihajali v službo Janeza Krstnika še mnogi drugi bergamski rojaki, zaradi česar je še danes v laškem okolišu prisotno hišno ime Bergomaš. V oporoki je povsem jasno navedeno, da si Valvasorja nista v sorodu, s tem pa se ujema tudi določilo enajste točke, ki varuje Hieronimovo dediščino pred pravimi sorodniki Janeza Krstnika, Mosconi. Poleg tega beseda "Vetter" tedaj še ni bila natančno opredeljena in je označevala lahko tako bratranca kot tudi daljnega sorodnika sploh.
Denarna dediščina Janeza Krstnika Valvasorja je bila ključna za izdajanje knjig Hieronimovega najznamenitejšega potomca Janeza Vajkarda Valvasorja.

## Hieronimovi potomci
Hieronim Valvasor se je poročil verjetno kmalu po smrti Janeza Krstnika Valvasorja z Nežo Scheyer. Premoženje si je tedaj povečal z nakupi, ukvarjal pa se je tudi s podjetniškimi posli. 12. aprila 1602 so mu kranjski deželni stanovi priznali plemstvo in deželanstvo. Od tedaj je družina vse do izumrtja pripadala kranjskemu plemstvu. Valvasorji, med njimi tudi Hieronim, so se kljub temu že od prej šteli med plemenite.
Očitne težnje po povečanju ugleda in starosti rodu so pripadniki rodbine izražali tako, da so povezovali in istovetili svojo mlado družino z rodbino Janeza Krstnika in Emerencijane Valvasor iz 16. stoletja, dokaz tega pa je tudi prevzem rodbinskega grba Janeza Krstnika. To prizadevanje se zasledi tudi pri Janezu Vajkardu.
V zakonu Hieronima in Neže sta se rodili hčeri Lukrecija in Zofija ter sinova Jernej in Adam, ki sta rodbinsko drevo razdelila v dve liniji. Od Hieronimovih sinov se je prvi rodil Jernej (Bartholomäus) okoli leta 1596 kot prvorojeni sin in začetnik starejše rodbinske linije. Ta je po Hieronimovi smrti leta 1612 prevzel grad in gospostvo Medijo. Poročen je bil dvakrat, v prvem zakonu z baronico Marijo Elizabeto Dornberško s katero je imel štiri sinove in tri hčere, drugi zakon pa je 20. aprila 1632 v Ljubljani sklenil z Ano Marijo Ravbar s Krumperka pri Domžalah. Zapis v poročni knjigi župnije sv. Nikolaja se glasi:
April 1632, 20. tega meseca sta sklenila zakonsko zvezo plemeniti in žlahtni gospod Jernej Valvasor, kranjski deželni blagajnik, in plemenita mladenka Ana Marija Rauber s Krumperka, s spoštovanima gospodoma baronoma Reinprechtom Händlom, komendatorjem namškega reda, in Valerijem Mosconom kot pričama.
Od 17 otrok tega zakona je bil Janez Vajkard dvanajsti. Iz njegovih del je razvidno, kako je cenil rodbino Ravbar, ter se tudi sam čutil ne le Valvasorja temveč tudi Ravbarja, poveznanost z njimi pa je vplivala tudi na očeta Jerneja. Slednji je nekako od te povezave naprej svoje delovanje bolj kot prej usmerjal v gospodarski dvig družine in se posvečal javnim zadevam. Iz dediščine po Krištofu Obritschanu, umrlem okoli leta 1615, mu je pripadel Stari grad pri Otočcu na Dolenjskem, vendar ga je prodal in leta 1641 kupil deželnosodno gospostvo Gamberk pri Zagorju ter na gradu Gamberk opravljal upravne in sodne dolžnosti, vezane z lastništvom. Na Štajerskem je leta 1630 prevzel posestvo Širje pri Zidanem mostu in ga obdržal tudi le krajši čas; omenjeni gradovi so bili namreč na puntarskem udaru med drugim velikim slovenskim kmečkim uporom leta 1635.
Ukvarjal se je tudi z drugimi gospodarskimi posli. Zelo je izboljšal dedni grad Medijo, ob katerm je postavil nova gospodarska poslopja in kapelo, pri kateri je 2. avgusta 1650 napravil trajno ustanovo v tej obliki, da se berejo tedensko tri maše, od teh pri nedeljski maši evangelij v slovenščini, ob ponedeljkih pa maša zadušnica za umrle iz družine. Pravico do ustanove je imel najstarejši sin, vendar pa je pred njim imel prednost sin, ki bi vstopil v duhovniški stan. Nosilec te ustanove je imel užitek štirih kmetij brez vsakršne naklade, in sicer ene v Koprivnici in treh v Podgorici v morvški fari. Iz te ustanove je moral preživljati stanujočega duhovnika. Odslej je bila v kapeli tudi rodbinska grobnica.
Jernej Valvasor je umrl konec leta 1651 ali začetek leta 1652.
Od 24 otrok Jerneja Valvasorja jih je veliko umrlo že v otroških letih. Rodbinsko linijo so tako nadaljevali sin Karel iz prvega zakona ter Janez Vajkard in Janez Herbard iz drugega zakona. Od številnih sorojencev Janeza Vajkarda so bili ob izidu Slave leta 1689 živi le še polbrat Karel, polsestra Elizabeta, nuna v Mekinjah, in mlajši brat Volfgang Jernej, župnik in komisar v Žalcu. Leto pred tem je umrl tudi najstarejši sin Jerneja in Ane Marije Janez Dietrich, ki je družino zaradi morganatske zveze že davno prej zapustil in se umaknil iz dežele.
Po jernejevi poti je šel tudi sin Karel iz prvega zakona, ki je pred očetovo smrtjo prevzel deželskosodno gospostvo Gamberk. Po materini smrti leta 1657 je Karel prevzel še Medijo in postal varuh svojih mlajših sorojencev, katerim je kasneje izplačal tudi njihov delež. Medijo je okoli leta 1670 prodal polbratu Janezu Herbardu, najbrž pred letom 1667 kupil Belnek pri Moravčah in tega leta kupil grad Moravče. Prodal je tudi Gamberk.
Ker je rodbina številčno naraščala, se je črpalo in cepilo prvotno premoženje. Tudi menjave in prodaje družinskim članom so verjetno vsaj delno posledica obveznosti, ki jih je Karel imel kot senior starejše rodbinske linije do mlajših rodbinskih članov.
Tako kot oče se je Karel uveljavil v javni upravi in bil v letih 1665-1667 in ponovno med leti 1682-1685 deželni odbornik. Leta 1667 je bil povzdignjen tudi v dedni baronski stan. Hkrati si je ta naslov pridobila še mlajša rodbinska linija. Po svojih posestvih so Valvasorji dobili predikat: svobodni gospodje in gospe Medijski, gospodje in gospe Belneški in Završki (nemško Freiherren und Freiherrinen von Galleneck, Herrn un Herrinen zu Wildeneck und Neudorf). Mlajša linija, ki je tedaj prejela baronski naziv, je imela v lasti tudi grad Zavrh (Neudorf), ki je postal drugi rodbinski grad Valvasorjev. Kdaj je prešel v njihovo last ni znano, v Slavi Vojvodine Kranjske (1689) pa Janez Vajkard navaja, da je grad že vrsto let njihov. Naslednji Valvasor na Zavrhu je bil Janez Krstnik, nato je grad imela v lasti vdova Regina Sidonija, za njo pa sin Adam Seifried, ki je z otroki Janeza Herbarda grad zamenjal za Medijo.
Po smrti Janeza Herbarda leta 1681 je dedni grad Medijo z zamenjavo za grad Zavrh in znesek denarja pridobil od njegovih dedičev Adam Seifried, sin Janeza Krstnika iz mlajše rodbinske linije. Potomci Adama Seifrieda so obdržali Medijo, potomci Janeza Herbarda Zavrh, Karlova veja je imela tedaj in vsaj še do leta 1689 Moravče, kasneje pa si je ponovno pridobila gospostvo Belnek. Posamezni člani družine so imeli svojčas v lasti tudi nekatera druga gospostva in posesti. Tako je imel Jurij Žiga Valvasor, mlajši sin Adama Valvasorja, enajst let v lasti gradič Klevišče v Tepah pri Polšniku. Bratranec Janez Vajkard o njem lakonično navaja, da je deželo zapustil, kar se je najvrjetneje zgodilo zaradi morganatske zakonske zveze. Kot lastnice posestev se omenjajo tudi ženske članice rodbine, npr. vdova Adama Apfalterja Zofija Valvasor, ki je okoli leta 1624 kupila Motnik pri Kamniku, vdova Janeza Herbarda Vlavasorja Marija Saloma, ki je kupila Sel v črnem potoku pri Litiji in vdova Janeza Herbarda Posarella Ana Elizabeta, ki je imela v lasti Volčji potok pri Kamniku.
Dejstvo je, da so bile posesti Valvasorjev razmeroma blizu prvotnega rodbinskega sedeža Medije v širšem Zasavju na vzhodnjem Kranjskem. Dlje v deželo s posestmi niso segali.
V drugi polovici 17. stoletja je rodbina dosegla najvišji družbeni vzpon. Sorodstveno se je povezala s starimi, predvsem kranjskimi rodbinami: Apfalter, Auersperg, Barbo, Dornberg, Gabelkoven, Gaisruck, Gall, Graffenweger, Gusitch, Hohenwart, Juritsch, Lamberg, Lazarini, Lichtenberg, Moscon, Posarell, Rasp, Rauber, Scarlichi, Scheyr, Schrattenbach, Stürkh, Zetschker... Nosilci imena in rodu so se poročali s hčerami iz baronskih in celo grofovskih rodbin. Formalno so uveljavili baronski naziv za vse veje in se tako uvrstili med 24 baronskih rodbin, ki so imele ob koncu 17. stoletja kranjsko deželanstvo.
Ob zakonu Janeza Karla z grofico Ano Elizabeto Turjaško, ki je pripadala tedaj najboljpomembnejši kranjski rodbini, je nastala zbirka portretov rodbine Valvasor, ki je kot odraz povezovanja z Janezom Krstnikom in Emerencijano vključevala tudi njuna portreta. Zbirka je bila glede prednikov Janeza Karla prvotno cela, sčasoma pa so izginili portreti Hieronim, Karel, Ana ter Janez Krstnik in Emerencijana.
Od srede 18. stoletja je rodbina naglo izgubljala svojo gospodarsko moč, tembolj, saj so njena posestva že tako sodila med srednja ali celo manjša, njihova lega v stranskih dolinah proč od prometnih zvez pa tudi ni zvišala vrednosti. Rodbina je v moški liniji izumrla najbrž konec 18. stoletja. O tem se v literaturi pojavljajo zmotne navedbe, npr., da je bil zadnji moški potomec robine 15. marca 1759 umrli Jurij Siegfried, deželni mostninar na Črnučah. Utemeljena trditev je, da je kanonik Franc Jožef, sin Janeza Karla in Ane Elizabete roj. Auersperg, preživel svoje nečake, sinove brata Karla Jožefa, in kot zadnji Valvasor umrl v Ljubljani leta 1795, star 90 let. V uradnem šematizmu za Kranjsko se Valvasorji nazadnje navajajo v seznamu svetnega plemstva na Kranjskem leta 1808. Omenjeni šematizem je tudi zadnji svoje vrste, saj nadaljnji niso vključevali seznamov plemstva. 

## Grb Valvasorjev
Simbolika grba Valvasorjev je precej nepojasnjena. V deveti knjigi Slave Janez Vajkard Valvasor predstavlja romantično in skromno razlago, pri kateri se je skliceval na Milansko kroniko (1654), po kateri naj bi Valvasorjem izboljšal grb sam rimski cesar Neron v 1. stoletju po Kristusu. Dejstvo, da je grb italijanskega izvora je edino, kar je Janez Vajkard zapustil glede razlage. Ker za grb ni verodostojnih pisnih razlag ali opisanega blazona in simbolike atributov, je razlaga pomena odvisna od razlage drugih grbov. Po mnenju avstrijskega heraldika dr. Michaela Göbla grb po zgradbi zelo spominja na mestne grbe ali mestne pečate. Gradovi, stolpi in mestna obzidja izvirajo iz heraldičnih repertoarjev številnih krajevnih grbov. Po tem je mogoče sklepati, da so Valvasorji z grbom želeli opozoriti na neko posest ali na svoj izvor iz določenega kraja. Druga glavna figura, orel v zgornjem grbovnem polju, se vedno znova pojavlja na grbih Lombardije, ki hoče s tem pokazati na svoj položaj fevda Svetega rimskega cesarstva v nasprotju s papeškim fevdom. Kombinacijo obeh figur skupaj z dnom grba (voda) najdemo na zelo podoben način združeno v mestnem grbu Bergama. Število rombov na dnu grba zelo variira celo v Veliki grbovni knjigi Janeza Vajkarda (1687-88), kar je že njegovim sodobnikom močno oteževalo pomen razlage. Tako se je sčasoma zameglil pomen grba, ki ga je na Kranjsko v prvi polovici 16. stoletja prinesel Janez Krstnik Valvasor.